# 덕장운수
덕장운수는 경기도 의왕시의 마을버스 회사로, 본사는 경기도 안양시 만안구 일직로 119 안양 석수동버스공영차고지에 있으며, 계열사로는 안양시의 시내버스 회사인 삼영운수, 보영운수, 마을버스 계열사로는 안양시의 편안운수가 있다. 개통 초기에는 계열사인 삼영운수와 공동운영을 해왔으나, 현재는 덕장운수에서 단독 운영 중이다. 13번은 학생들의 편의를 위하여 학기 중에만 덕장중까지 통학노선을 운영하고 있다.

## 주요 연혁
- 2008년 5월 15일: 계열사인 삼영운수에서 덕장운수를 설립하여 11번을 신설하였다. 당시 노선은 갈뫼지구~백운호수 주차장.[1]
- 2009년 11월 16일: 11번 노선의 청계지구~백운호수 주차장 구간이 단축되고 대신 원터마을로 연장되었다.[2]
- 2012년 1월 9일: 삼영운수, 덕장운수에서 11-1번을 신설하였다.[3]
- 2015년 10월 1일: 덕장운수가 운행하는 전체 노선이 개편되었다. 11번은 청계마을-원터마을이 단축되고 자유공원-갈뫼중학교가 연장되었으며, 11-1번은 12번과 13번으로 분리되었다.[4]

## 운행 노선
| 노선 번호 | 운행구간         | 운행구간 | 운행구간         | 경유지 | 배차 간격 (분) | 운행대수 | 비고                 |
| --------- | ---------------- | -------- | ---------------- | --- | -------------- | -------- | -------------------- |
| 11        | 자유공원         | ↔        | 옥박골           | 평촌학원가, 농수산물시장, 롯데마트, 갈뫼중, 국민체육센터, 백운고, 동아에코빌, 포일삼거리                                                        | 30             | 2대      |                      |
| 12        | 숲속마을3.5단지  | ↔        | 농수산물도매시장 | 포일자이아파트, 보우상가, 국민은행, 벌말초교.한일나래, 평촌동주민센터,인덕원대우아파트, 인덕원역, 인덕원삼성아파트.인덕원고등학교, 인덕원IT밸리 | 30             | 3대      |                      |
| 13        | 숲속마을3.5단지  | ↔        | 옥박골           | 인덕원역, 인덕원고등학교, 백운중학교 | 40~50          | 1대      | 덕장중 통학노선 운행 |
| 14        | 롯데아울렛의왕점 | ↔        | 운중초등학교     | 백운밸리, 학현마을, 새터마을, 원터마을, 하오개로육교                                                                                            | 20~50          | 2대      |                      |

## 폐지된 노선
- ● 11-1번: 인덕원역 - 숲속마을 - 서울구치소 - 백운중학교 - 동아에코빌아파트 - 내손국민은행 - 보우상가 - 의왕국민체육센터 - 갈뫼초등학교 - 갈뫼중학교 - 계원디자인예술대학 - 롯데마트 (2015년 10월 1일 12번, 13번으로 개편)

## 보유 차종
- BYD eBus-9
- 현대 그린시티
- 현대 카운티
- 자일대우 레스타
- 자일대우 NEW BS090